# ナンシー・キャメロン
ナンシー・キャメロン（Nancy Cameron、1954年3月15日 - ）は、アメリカ合衆国のアダルトモデル・女優。1974年1月のプレイメイトである。アダルトモデルとしてのキャリアは比較的短く、女優に転向してTVドラマなどに出ている。2009年現在、ピッツバーグ大学で作詞法（composition）を教える。

## 経歴
1954年3月15日にペンシルバニア州アーノルドに生まれる。
学生時代は体操が得意で、シカゴで開催された全米大会に出場したこともある。ハイスクール卒業後しばらくは地元にとどまり、歯科助手（dental assistant）として働きつつパートタイムのモデル活動を行う。モデルの仕事が増えてくると、カントリークラブの受付に転職する。ピッツバーグの音楽プロデューサーPaul St. Johnに勧められたのが本格デビューのきっかけ。
1974年、Playboy1月号のセンターフォールド（巻中グラビア）に登場。このときのセンターフォールドは両面刷りで、彼女の正面と後姿が掲載されている。このような登場の仕方をしたプレイメイトは現在に至るまで彼女のみである。
1976年、Playboy5月号の表紙に登場。ジョルジュ・スーラの『グランド・ジャット島の日曜日の午後』を背景に、この絵画の登場人物に扮したコスプレで掲載されている（ただしおっぱい露出）。

## 出版

### アメリカ
- 1974
  - O Lucky Girl!, Playboy January 1974 (Vol. 21, Iss. 1) pp138-148
  - Sheer Delights, Playboy May 1974 (Vol. 21, Iss. 5) pp93-99
  - The Girls of Playboy 2
- 1975
  - Playboy's Playmate Review, Playboy January 1975 (Vol. 22, Iss. 1) pp174
  - Playboy's New Holiday Album
- 1978
  - The Girls of Playboy 3
- 1979
  - Photography By: Ken Marcus, Playboy May 1979
- 1981
  - Playboy's New Holiday Album
- 1984
  - Playboy's Playmates: The Second 15 Years
- 1994
  - 40 Memorable Years, Playboy January 1994 (Vol. 41, Iss. 1) pp91
- 1999
  - Playboy's Celebrating Centerfolds Vol2
  - Playboy's Book of Lingerie
- 2000
  - Centerfolds Of The Century, Playboy January 2000 (Vol. 47, Iss. 1) pp107-127

### 旧西独
- 1976
  - Cover, Playboy	May 1976 (Vol. 23, Iss. 5). Bauer Media Group

（）

## フィルモグラフィ
- 映画
  - 1976年: The Winds of Autumn (as Maydell's Girl)
- テレビ
  - 1976年10月27日: The Quest（as Nellie）
  - 1976年1月15日: Charlie's Angels（as Miss Ohio）
  - 1977年1月14日: Fantasy Island（as Angel Shermin 'Most Beautiful Girl in the World'）
  - 1977年9月28日: Charlie's Angels（as Contestant）
  - 1977年11月2日: Charlie's Angels（as Secretary）
  - 1977年2月17日: Three on a Date（as Contestant）